# Jack Bauer
Jack Bauer là một nhân vật chính hư cấu trong bộ phim truyền hình 24 do hãng Fox sản xuất và phát sóng. Nhân vật này đã từng làm việc với nhiều cơ quan hành pháp khác nhau trong phim, thường là với tư cách một đặc vụ của Đơn vị chống khủng bố (Counter Terrorist Unit hoặc CTU) có trụ sở tại Los Angeles, và làm việc với FBI tại Washington, D.C. trong phần 7. Trong cốt truyện của 24, Bauer là một thành viên chủ chốt và từng là Giám đốc của CTU trong phần 1, và thường được coi là đặc vụ tốt nhất của họ. Nghề nghiệp của Bauer thường liên quan đến việc giúp ngăn chặn các cuộc khủng bố lớn vào Hoa Kỳ, cứu sống cả người dân và cơ quan chính phủ. Jack không phải là một đặc vụ biến chất; tuy nhiên, việc anh thường xuyên dùng tra tấn để thu thập thông tin đã tạo ra nhiều tranh cãi và thảo luận.
Nam diễn viên Kiefer Sutherland là người thủ vai Jack Bauer trong chương trình truyền hình và trò chơi video. Phim ban đầu được kết thúc vào ngày 24 tháng 5 năm 2010 sau 8 phần phát sóng thành công nhưng được làm mới phần thứ 9 và được trình chiếu vào ngày 5 tháng 5 năm 2014.
TV Guide xếp nhân vật đứng thứ 49 trong danh sách "Top 50 anh hùng trên màn ảnh nhỏ" và Sky 1 liệt kê Jack đứng đầu trong danh sách "Những người đàn ông mạnh mẽ nhất trên TV" của họ. Entertainment Weekly gọi nhân vật Jack Bauer là một trong 20 anh hùng vĩ đại nhất mọi thời đại trong phim ảnh. Jack Bauer cũng là nhân vật duy nhất xuất hiện trong tất cả các tập phim phát sóng.

## Ý tưởng sáng tạo
Joel Surnow, người đồng sáng lập phim truyền hình 24 nói rằng khi đó họ chưa có bất kỳ diễn viên nào có thể thủ tốt vai này; "Chúng tôi thực sự không biết là ai, chúng tôi đã tuyển rất nhiều diễn viên, sau đó chúng tôi nghe đến cái tên Kiefer Sutherland và nghĩ rằng, đó chính là Jack Bauer. Năm 2000, Sutherland được một người bạn liên hệ, đó là đạo diễn Stephen Hopkins, người đang thực hiện tập Pilot cho loạt phim và đề nghị anh đóng vai chính.
Sutherland phải sản xuất khoảng 24 tiếng của bộ phim mỗi phần, cũng giống như làm 12 phim cùng lúc, do đó sẽ có những sai sót, nhưng tôi vô cùng ngạc nhiên bởi mọi thứ diễn ra với kết quả tốt đẹp. Năm 2006, Sutherland ký hợp đồng để đóng vai Bauer cho ba phần cuối cùng. Hợp đồng có giá trị  lên đến 40 triệu đô. Sutherland cũng là giám đốc sản xuất của 24.

## Tiểu sử nhân vật
Jack Bauer được sinh ra tại Santa Monica, California, vào ngày 18 tháng 2 năm 1966 bởi Phillip Bauer, người đã đặt cuộc sống vào công ty BXJ Technologies của mình. Không rõ mẹ của Jack là ai. Jack có một người em trai, Graem Bauer. Phillip ban đầu dự định giao công ty của mình lại cho Jack, nhưng như anh đã nói với ông trong phần 6: "Con phải đi theo con đường riêng của mình".
Jack có một bằng cử nhân Văn học Anh từ trường Đại học California tại Los Angeles và một bằng Thạc sĩ Khoa học trong Tội phạm và Luật từ trường Đại học California tại Berkeley. Anh nhập ngũ vào Quân đội Mỹ và sau đó tốt nghiệp trường Ứng viên Cán bộ. Anh nằm trong Bộ binh và phục vụ lần đầu tiên cho Green Berets (Lực lượng Quân đội Đặc biệt Hoa Kỳ) và sau này là thành viên của Lực lượng Delta. Anh đã giành được một Ngôi sao bạc, một Trái tim Tím và một huân chương Legion of Merit. Ngoài việc được đào tạo trong Lực lượng đặc biệt, anh còn được huấn luyện nhảy dù, chiến đấu trên không, và biệt kích. Anh rời Quân đội với quân hàm Đại úy sau 15 năm phục vụ.
Khi ở trong Quân đội Mỹ, anh kết hôn với Teri Bauer và có một đứa con gái, Kim Bauer. Sau sự nghiệp quân sự của mình, Jack đã làm việc cho đơn vị SWAT của Sở Cảnh sát thành phố Los Angeles và Cơ quan Tình báo Trung ương như một sĩ quan tình báo trong bộ phận tuyệt mật. Anh được chiêu mộ vào Đơn vị chống khủng bố CTU bởi Christopher Henderson.
Anh có thể trạng và tinh thần cực kỳ cao. Anh cũng có nhiều kinh nghiệm với súng ống (thường sử dụng khẩu SIG P228 trong phần 1 và 2, rồi chuyển sang khẩu USP Compact và sử dụng cho đến phần 8 thì tiếp tục chuyển sang khẩu P30). Anh có thể xử lý chất nổ và các thiết bị điện tử, và có khả năng chịu đựng tra tấn cao (sau khi bị Trung Quốc bắt cóc và tra tấn gần hai năm, anh không hề hé răng một lời nào). Anh thông thạo tiếng Đức (trong phần 8) và có thể nói và hiểu một số thứ tiếng khác như Tây Ban Nha (trong phần 1 và 3), tiếng Nga (phần 6), tiếng Ả rập (phần 8) và tiếng Serbia (phần 1). Anh cũng biết lái máy bay (phần 2) và trực thăng (phần 3, 5, 8 và 9). Jack cũng giỏi cận chiến tay đôi anh học được từ những năm ở trong Quân đội Mỹ. Anh cũng được xem là đặc vụ táo bạo và không thể ngăn cản.
Jack Bauer luôn muốn có một cuộc sống bình thường và hạnh phúc, nhưng lời hứa bảo vệ đất nước bằng mọi giá thường đảo lộn cuộc sống của anh. Anh cũng thường được yêu cầu phải phục vụ cho một bộ máy quan liêu, những người sẽ không ngần ngại bắt anh chịu trách nhiệm cho những hành động tàn bạo mà họ có thể trực tiếp hoặc gián tiếp cho phép.
Jack đã mất người vợ Teri của mình bởi một tên phản bội xâm nhập vào CTU. Mối quan hệ của anh với đứa con gái Kim nhiều lúc không được bền vững (trong phần 2 và 5), nhưng đôi khi cô vẫn chấp nhận anh là ai và những gì anh phải làm (phần 7 và 8). Trong lúc tìm sự bình yên, anh có mối quan hệ với Audrey Raines, con gái của Bộ trưởng Quốc phòng Heller, người mà Jack từng làm việc cho. Mối quan hệ với con gái của Bộ trưởng là tất cả nhưng đã bị cắt đứt khi Jack quyết định cứu lấy nhân chứng thay vì chồng cũ của Audrey. Anh mất người bạn thân Tony Almeida, sếp cũ Michelle Dessler của mình do một vụ đánh bom xe. Anh cũng mất người bạn là Tổng thống David Palmer bởi chính tên sát thủ giết chết Tony và Michelle. Bạn gái của anh Renee Walker bị giết bởi viên đạn của một tên sát thủ. Chính phủ mà anh hứa sẽ hết lòng bảo vệ đã phản bội lại anh (cựu Tổng thống Logan và Tổng thống Taylor), và vào lúc phần 7 bắt đầu, anh bị xét xử bởi vì những cách tra khảo của mình. Cuối cùng, người bạn mà anh tưởng là đã chết (Tony Almeida), phản bội lại anh khi Tony trở thành tên khủng bố chỉ để tìm cách trả thù cho người giết vợ mình, Michelle.
Đoạn đối thoại cuối cùng của Jack với Renee Walker trong phần 7 cung cấp cái nhìn sâu hơn về quan điểm của anh trong việc tra tấn:
Tôi thấy 15 người bị bắt giữ làm con tin trên xe buýt, và mọi thứ khác vượt ra khỏi tầm kiểm soát. Tôi sẽ làm bất kỳ điều gì để cứu họ, nghĩa là bất cứ điều gì cần thiết. Luật được viết ra bởi những người thông minh hơn tôi. Và cuối cùng, luật vẫn quan trọng hơn 15 người trên xe buýt. Trong tâm trí mình, tôi biết điều đó đúng. Nhưng trong trái tim mình, tôi không nghĩ rằng mình có thể sống được với điều đó.

## Nhận xét
Sau khi giành được một giải thưởng Emmy (với 5 đề cử khác), một giải Quả cầu vàng (với 4 đề cử khác), hai giải thưởng của Nghiệp đoàn Diễn viên Màn ảnh  hay còn gọi là SAG (với 3 đề cử khác) và hai giải thưởng Satellite, diễn xuất của Kiefer Sutherland trong vai Jack Bauer đã trở thành nam diễn viên thứ 3 sau James Gandolfini (với 3 giải Emmy, 1 giải Quả cầu vàng và 3 giải SAG) và Bryan Cranston (với 4 giải Emmy, 1 giải Quả cầu vàng và 4 giải Satellite) được khen ngợi nhiều nhất trên màn ảnh nhỏ của thập niên 2000. Anh cũng là một trong hai diễn viên nam chính trên truyền hình giành được cả bốn giải thưởng, người còn lại là Bryan Cranston với vai diễn Walter White trong Breaking Bad.
Entertainment Weekly đưa Jack Bauer vào danh sách các vai diễn hay nhất của thập niên và nói rằng: "Khi Kiefer Sutherland la lên 'Chết tiệt Chloe, chúng ta sắp hết thời gian rồi!' điều đó có nghĩa rằng người dân Mỹ sắp được cứu bằng một số cách khiến nhiều người đứng tim".
Một số chính trị gia và luật sư Mỹ đã sử dụng Jack Bauer và hành động của anh để tranh luận về kỹ thuật thẩm vấn kiểu Mỹ (trong trường hợp này là "tra tấn") mà đã trở thành vấn đề gây tranh cãi dữ dội. Đồng thời, tại một hội nghị pháp luật năm 2007 tại Ottawa, Canada, chiến thuật của Jack Bauer đã được đưa ra trong một cuộc thảo luận về "chủ nghĩa khủng bố, tra tấn và pháp luật". Thẩm phán Antonin Scalia thảo luận về việc sử dụng tra tấn "trong thời kỳ khủng hoảng lớn".
Một số triết gia đã sử dụng nhân vật Jack Bauer để giải quyết các vấn đề luận lý đầy thử thách. Hai mươi triết gia đóng góp cho một cuốn sách mang tên 24 and Philosophy: The World According to Jack xuất bản năm 2007, nhằm đánh giá Bauer qua con mắt của các nhà triết học nổi tiếng. Đối với 24: Live Another Day, người hùng không chính diện Jack Bauer và kẻ phản diện Margot Al-Harazi có quan điểm đạo đức tương tự, một số nhà triết học đã tìm cách tiếp cận bán thực dụng của Iain King để xác định rằng Bauer có đạo đức cao.